# Luke Ayling
Luke David Ayling (ur. 25 sierpnia 1991 w Londynie) – angielski piłkarz występujący na pozycji obrońcy. Wychowanek Arsenalu, w swojej karierze grał także w takich zespołach jak Yeovil Town oraz Bristol City.